# 2027 FIFA女子ワールドカップ・大陸間プレーオフ
本稿では2027 FIFA女子ワールドカップの大陸間プレーオフ（たいりくかんプレーオフ）について述べる。

## 方式
今大会の大陸間プレーオフの形式は、前大会の大陸間プレーオフと同様10チームが出場するものの、方式が変更されている。方式は以下の通り。
第1フェーズ免除枠
全10チームのうち4チームは第2フェーズからの出場となる。その枠は、前大会の大陸間プレーオフを勝ち抜いたチーム + 本大会開催地のチーム（全4チーム）について、それらのチームが属する地区に割り当てられる。
- 前大会の大陸間プレーオフを勝ち抜いたチームがポルトガル・ハイチ・パナマ、本大会開催地のチームがブラジルであるため、それらチームの所属地区により、ヨーロッパの1チーム・北中米カリブ海の2チーム・南米の1チームが第1フェーズ免除。

第1フェーズ
第1フェーズを免除されていない6チームが対戦し（方式不詳）、突破した2チームが第2フェーズに出場する。
2026年11月-12月に開催予定。
第2フェーズ
第1ラウンド突破の2チームと第2フェーズから出場の4チーム、計6チームが2チームずつ組み合わされて対戦し、勝利したチーム（計3チーム）がワールドカップの出場権を得る。
2027年2月に開催予定。
出場枠は以下の通り。南米地区については、プレーオフ出場権を獲得したチームのうちFIFA女子ランキングの上位チームが第2フェーズから出場となる。
| 地区   | 地区                | アジア (AFC) | アフリカ (CAF) | 北中米カリブ海 (CONCACAF) | 南米 (CONMEBOL) | オセアニア (OFC) | 欧州 (UEFA) |
| 出場枠 | 第1フェーズから出場 | 2            | 2              | 0                         | 1               | 1                | 0           |
| 出場枠 | 第2フェーズから出場 | 0            | 0              | 2                         | 1               | 0                | 1           |